# Kiewia
Kiewia, biljni rod  iz porodice kozlačevki dio tribusa Schismatoglottideae, potporodica Aroideae.
Rod je nastao 2018. izdvajanjem tri vrste iz roda Piptospatha. Postoje tri priznate vrsta, trajnice,  sa Sumatre, poluotočne Malezije i Tajlanda.

## Vrste
1. Kiewia perakensis (Engl.) S.Y.Wong & P.C.Boyce
2. Kiewia ridleyi (N.E.Br. ex Hook.f.) S.Y.Wong & P.C.Boyce
3. Kiewia teijsmannii (P.C.Boyce & S.Y.Wong) S.Y.Wong & P.C.Boyce